# Эфиопская литература

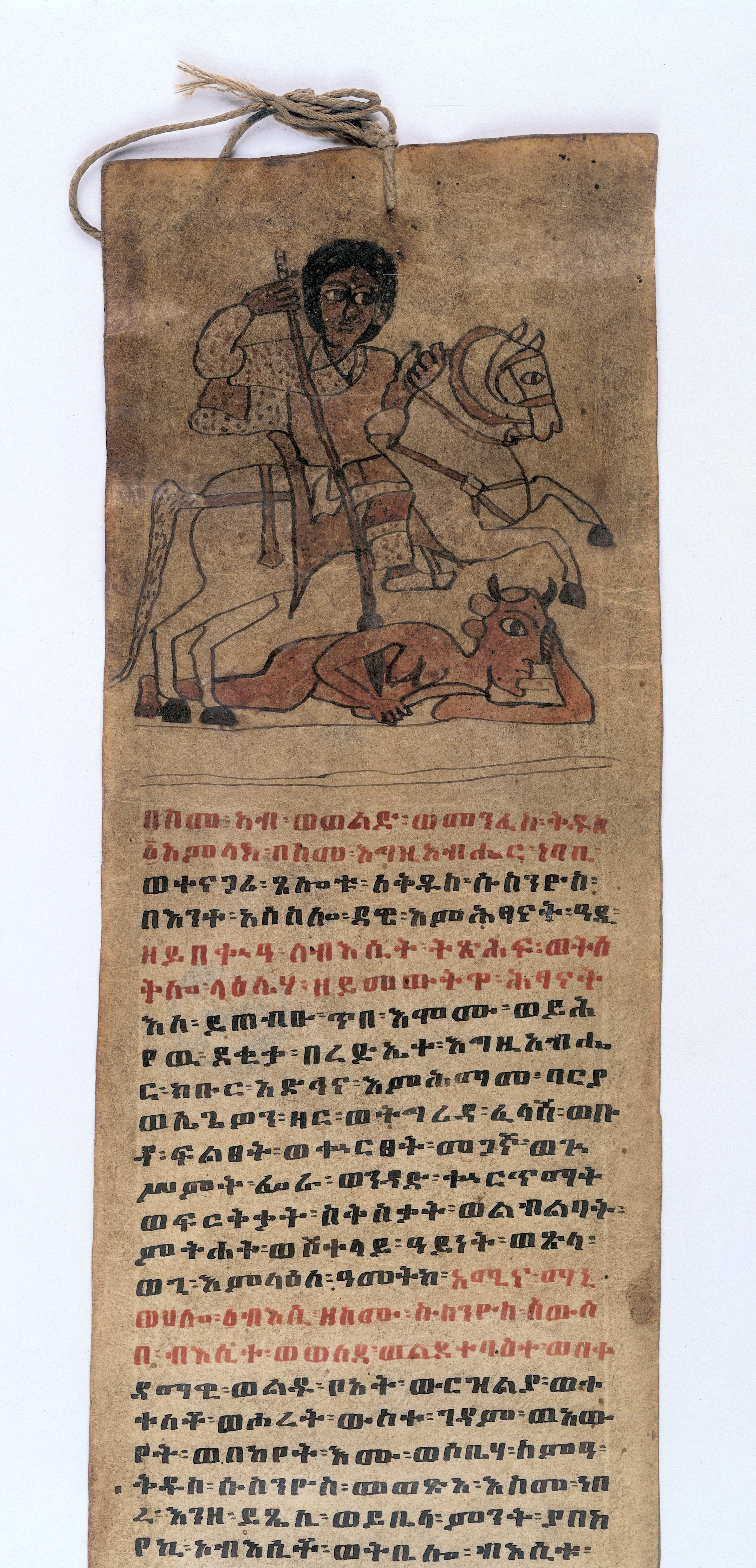
Эфиопский свиток, содержащий молитвы от различных недугов

Эфиопская литература (абиссинская литература) — литература Эфиопии (ранее — Абиссиния). Создавалась на геэз, тигринья, оромо, амхарском и других языках страны. 

## Древнейшая литература
Культура Эфиопии возникла благодаря смешению семитских племён Хабашат и Геэз с местным темнокожим населением, в результате чего образовался эфиопский народ со своей самостоятельной культурой, языком и литературой. В I тысячелетии до н. э. образовались первые здешние государства — Даамат и Аксум. Древнейшие эфиопские надписи южноаравийским савейским письмом, сделанные в IV веке до н. э. и найденные в Аксуме, генетически связаны с аравийскими культами.
В первые века нашей эры культура Аксума обогащается эллинистическими влияниями; сюда проникает греческий язык. Официальные надписи в этот период были чаще всего билингвическими — на греческом и южно-арабском языках одновременно. Наиболее известны надписи (включая тексты на стелах), относящиеся ко времени правления царя Эзаны — современника и последователя римского императора Константина Великого. От царя Эзаны сохранилось семь надписей: одна греческая, две савейских и пять древнеэфиопских; они свидетельствуют о проникновении христианства в Эфиопию, что отобразилось на литературной традиции.

## Церковная литература
Одновременно с возникновением христианских общин в Эфиопии появляются тексты Библии, сочинения Отцов церкви и богослужебные книги в переводе с греческого и сирийского языков на язык геэз. Эфиопский перевод Библии сложился не сразу, а в результате длительной переводческой и редакторской деятельности книжников. 
Громадное влияние на эфиопскую литературу оказали апокрифическая литература, в том числе гностического содержания. Помимо апокрифов («Книга Еноха», «Книга Юбилеев», «Откровение Ездры», «Вознесение Исайи»), также с греческого переводились отдельные жития святых, в первую очередь пустынников вроде Павла Фивейского и Антония Великого. 
Выдающимся литературным памятником этого периода являются евангелия Гаримы. Это самая ранняя иллюминированная христианская рукопись в мире и старейшая эфиопская рукопись. Хранится в монастыре святого Гаримы, близ Адуы. На сегодняшний день рукописи датированы периодом между 330 и 650 годами нашей эры на основе радиоуглеродного анализа, проведённого в Оксфордском университете.
Со второй половины XIII века государственным языком Эфиопии становится амхарский язык, геэз же остаётся литературным языком. Христианская эфиопская церковь, тесно связанная с коптской церковью, в это время определяет развитие эфиопской литературы. Активно переводятся церковно-исторические, канонические, литургические и апокрифические произведения, — главным образом, с арабского, иногда — с уже умирающего коптского языка. Так, в XIV веке была наново переведена Библии, в XV веке — коптский Синаксарь с житиями святых.
Наряду с переводной литературой в этот период появляется оригинальные жития местных святых, в том числе основателей монастырей. Эфиопские жития оригинально соединяют риторические построения, богословские рассуждения и яркие рассказы о чудесах и видениях. В качестве примера ранних собственных агиографических произведений можно привести житие Иареда Сладкопевца — святого VI века, слывшего изобретателем церковного пения и творцом множества песнопений, в том числе возникавших в гораздо более поздние времена.
В этот же период появляется и оригинальная церковная поэзия — восхваления, славословия, четверостишия, многие из которых сохранились с нотным сопровождением.

## Трактаты
Большое место в истории эфиопской словесности занимает богословская догматическая литература, в том числе полемические трактаты против католичества. Одно из таких сочинений было написано самим императором Гэлаудеуосом (Клавдием) в начале XVI века. 
Мусульманские вторжения положили конец процветанию эфиопской культуры, но вместе с тем породили и классику полемической литературы — письмо монаха Аббы Анбакома (Аввакума) имаму Ахмеду ибн Ибрагиму аль-Гази «Врата веры», написанное, видимо, на арабском, но затем переведённое и расширенное на геэз. Оно раскрывает причины, побудившие Анбакома, изначально йеменского купца, обратиться из ислама в христианство. Этому же автору приписывают «Книгу покаяния» и «Книгу неверия». 
Книга «Фета Нагаст» («Право царей») была составлена в XV—XVI веках на основе компиляции римского и мусульманского гражданских кодексов.
Полемический пафос присущ произведениям сектантской литературы, которые отражают духовно-нравственные искания образованного эфиопского общества. В из числе «Исследования» писателя XVII века Зара-Якоба (не путать с тёзкой-императором) и его ученика Вальда-Хейвата, отрицающие истинность всех существующих религий, догматику, монашество, посты и некоторые другие церковные установления. 
В религиозных трактатах стефанитов отвергаются почитание креста и Богоматери. Каббалистические и апокалиптические мотивы присущи сочинению Исаака под названием «Таинства неба и земли», написанному в XV веке. Богатую апокрифическую, апокалиптическую и эсхатологическую литературу создали книжники иудействующего племени фалаши.

## Историография
Довольно большого развития достигла в Эфиопии в то время историография, возникшая под арабским влиянием. Это арабское влияние сказалось в переводе на эфиопские языки ряда арабских хроник. Оригинальная же эфиопская историография начинается с XIV века, когда борьба Эфиопии с мусульманами вызвала составление хроники, повествующей о победах царя Амда-Сиона (1314—1344), являющейся скорее литературным произведением, чем историческим трудом.
В царствование законодателя Зэра Яыкоба (Зара-Якоба, 1435—1468) появляется серия хроник, захватывающая историю почти всех эфиопских царей. При этом Зэра Яыкоб покровительствовал церковной литературе и сам был известен как создатель религиозно-дидактических сочинений — трёх богословских трактатов: «Книга Света», «Книга Рождества» и «Книга Троицы». 
Наибольшего расцвета достигла эфиопская историография в конце XVI и начале XVII вв., когда были написаны художественные и в то же время исторически достоверные большие исторические труды императоров Сэрцэ-Дынгыля (Сарца-Денгеля) и Сусныйоса (Сисинния). Наконец, летописец и вероятный автор хроники первого, священник Бахрей, также написал в конце XVI века небольшое сочинение о народе галла (ныне известном как оромо), с которым эфиопы постоянно воевали.
Своеобразны исторические легенды, среди которых первое место занимает книга «Кебра Негаст» (Слава Царей), повествующая о происхождении эфиопской царской династии от Соломона и царицы Савской и о грядущем соединении церквей. К этому же циклу исторических легенд относится эсхатологический трактат «Сказание Иисуса», повествующий о последних временах, и интереснейшее «Сказание о змие», сохранившееся в житии Исаака Гарима.
Последние произведения на геэз появляются в XIX веке, причём некоторые из них записаны иностранцами — например, итальянский миссионер Джусто да Урбино занимался переводами на этот язык, а также переписал рукопись трактатов XVII века «Исследование Зара Якоба» (философа Зэра Яыкоба) и «Исследование Вольдэ Хейвота» (в XX веке велись споры, не являлся ли он их истинным автором, но многие исследователи склоняются к аутентичности этих документов философско-религиозного свободомыслия).